# La Nouvelle Revue française
La Nouvelle Revue française (sovente ricordata con l'acronimo NRF, che è anche dal 1911 il nome di una collana editoriale presso Gallimard) è una rivista letteraria francese fondata nel 1908.

## Storia

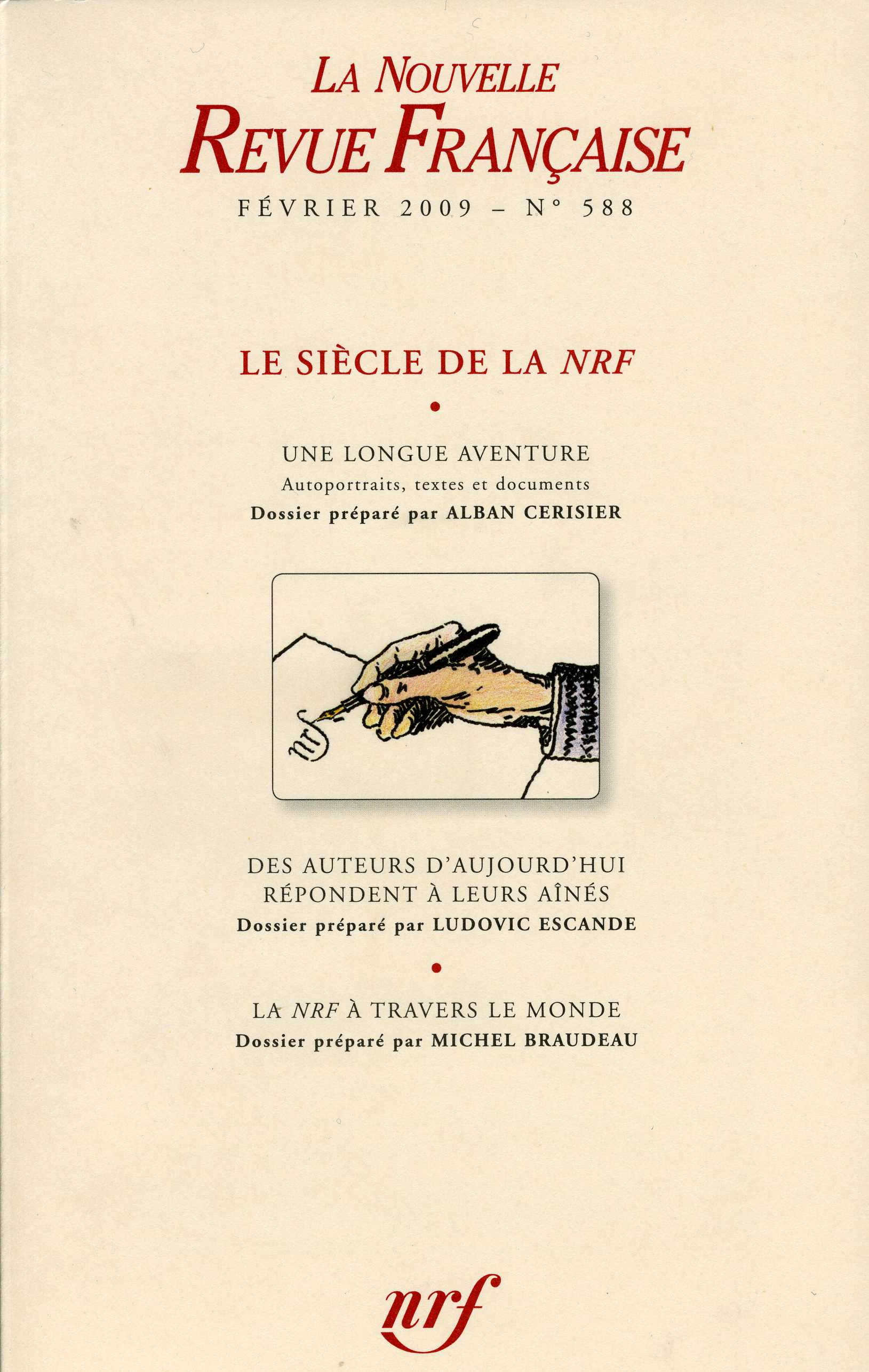
Frontespizio in occasione del centenario.

L'iniziativa della sua fondazione, con il patrocinio di André Gide appartiene anche a Charles-Louis Philippe, Henri Ghéon, Eugène Montfort, Jacques Copeau, André Ruyters e Jean Schlumberger. Il primo vero numero (dopo un numero che recava in data novembre 1908 e fu contestato dalla redazione stessa) uscì nel febbraio 1909. Nel 1911 Gaston Gallimard divenne l'editore della rivista, che diventò da allora il fiore all'occhiello della casa editrice Gallimard.
All'inizio, essa prese le distanze dalle creazioni letterarie degli scrittori affermati dell'epoca (Paul Bourget e Anatole France, ad esempio). Nell'agosto 1914 si decise di sospendere la pubblicazione a causa della guerra in atto. Progressivamente, ma abbastanza rapidamente, essa era divenuta per autonomia artistica e per qualità formale la rivista letteraria di riferimento, tanto che occupò un ruolo guida nei dibattiti della società francese tra le due guerre, pubblicando per esempio i primi testi di André Malraux e di Jean-Paul Sartre.
Proibita dopo la Liberazione per collaborazionismo, essa riapparve a partire dal 1953. Se si esclude il periodo di occupazione nazista di Parigi, quando una buona parte della redazione si è rifugiata fuori città, il numero anni più lungo è quello con la direzione continua di Jean Paulhan che in qualche modo, pur schivo di carattere, è il personaggio che ha animato il dibattito letterario francese del XX secolo.
Se oggi ha perso parte della sua influenza, essa resta un'istituzione, la quale ha fatto da modello invalicabile per tutte le riviste letterarie create successivamente. Il n. 588 del febbraio 2009 ha celebrato i cento anni (Le siècle de la NRF). Per lungo tempo mensile, La Nouvelle Revue française è divenuta dal 1999 trimestrale.

## Direttori
Più che direttori responsabili (non sempre coincidenti con i nomi a seguire), bisognerebbe parlare di capo-redattori:
- 1908: Eugène Montfort (sul primo numero ritirato)
- 1909-1914: André Gide (dal "vero" primo numero per 68 numeri). A lui sarà dedicato un numero speciale nel novembre 1951.
- dopo 68 numeri (escluso il doppio primo numero 1), la guerra interrompe la pubblicazione della rivista
- 1919-1925: Jacques Rivière (fino al n. 138, il successivo n. 139 è a lui dedicato)
- 1925-1940: Jean Paulhan
- 1940-1943: Pierre Drieu La Rochelle
- 1943-1944: Ramon Fernandez
- dopo 352 numeri (dopo la prima guerra regolarmente ripresi dal n. 69) la rivista cessa le pubblicazioni per collaborazionismo nel novembre 1944; alla nuova ripresa, nel gennaio 1953 la numerazione riparte dal n. 1)
- 1953-1968: Jean Paulhan (affiancato da Marcel Arland)
- 1968-1977: Marcel Arland
- 1977-1987: Georges Lambrichs
- 1987-1996: Jacques Réda
- 1996-1998: Bertrand Visage
- 1999-2010: Michel Braudeau (con l'assistenza di Philippe Demanet)
- 2011-tuttora: Antoine Gallimard

## Sedi
La sede della rivista è rimasta sempre a Parigi:
- 26, rue Henri-Monnier (1908)
- 78, rue d'Assas (casa di Jean Schlumberger) (febbraio 1909-gennaio 1912)
- 31, rue Bonaparte (febbraio-marzo 1912)
- 1, rue Saint-Benoît (aprile-ottobre 1912)
- 15, rue Froidevaux (casa di Jacques Rivière) (febbraio-ottobre 1912)
- 35-37, rue Madame (novembre 1912-dicembre 1921)
- 3, rue de Grenelle (gennaio 1922-giugno 1930)
- 43, rue de Beaune; poi diventata 5, rue Sébastien-Bottin (da luglio 1930)

## Selezione di autori
Segue un elenco di collaboratori non esaustivo:
Alain, Guillaume Apollinaire, Louis Aragon, Antonin Artaud, Muriel Barbery, Julien Benda, Maurice Blanchot, Gabriel Bounoure, André Breton, Michel Butor, Francis Carco, Jean Clair, Paul Claudel, Laurence Cossé, Eugène Dabit, Maurice Georges Dantec, Michel Déon, Robert Desnos, Pierre Drieu La Rochelle, Charles Du Bos, Claude Esteban, Léon-Paul Fargue, Alain-Fournier, André Gide, Jean Giono, Jean Giraudoux, Jean Grosjean, Eugène Guillevic, Jim Harrisson, Daniel Kay, Thibault Lang-Willar, Valery Larbaud, Jean-Marie Gustave Le Clézio, Federico García Lorca, André Lhote, André Malraux, Roger Martin du Gard, Henri Michaux, Kenzaburō Ōe, Jean Paulhan, Saint-John Perse, Pierre Mac Orlan, André Pieyre de Mandiargues, Armand Petitjean, Francis Ponge, Marcel Proust, Jacques Rivière, Alain Robbe-Grillet, Romain Rolland, Jules Romains, Antoine de Saint-Exupéry, Jean-Paul Sartre, André Suarès, Antonio Tabucchi, Albert Thibaudet, Violet Trefusis, André Spire, André Suarès, Jules Supervielle, Paul Valéry ecc.
Il libro di Claude Martin, citato in bibliografia, che copre gli anni dalla fondazione al 1943, conta 1 100 autori e collaboratori per 352 numeri.